# Obergeiersberg
Obergeiersberg ist ein Gemeindeteil des Marktes Markt Indersdorf im oberbayerischen Landkreis Dachau.

## Geschichte
Die zur Pfarrei Langenpettenbach gehörende Einöde wurde um 1350 „Geirsperch“ (der obere Berg  des Geier) und um 1500 Geiersberg genannt und gehörte in Grundherrschaft und Gerichtsbarkeit zur Hofmark Jetzendorf, später dem Angerkloster in München. Nach dem Österreichischen Erbfolgekrieg wurde Geiersberg als verlassen gemeldet.